# Chiara Gomez
Chiara Lee Gómez (1º luglio 2006) è una nuotatrice artistica spagnola.

## Palmarès

### Coppa del Mondo
- 1 podio
  - 1 secondo posto (1 nella gara a squadre)